# Robert Wrenn

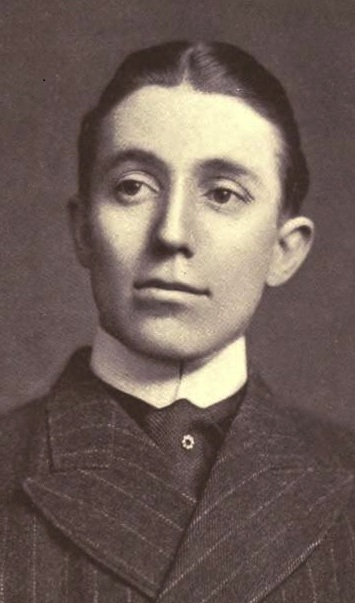
Robert Wrenn (1900)

Robert Duffield „Bob“ Wrenn (* 20. September 1873 in Highland Park, Illinois; † 12. November 1925 in New York) war ein US-amerikanischer Tennisspieler.

## Karriere
Er gewann 1893, 1894, 1896 und 1897 die amerikanischen Meisterschaften im Herreneinzel. 1895 gewann er im Doppel.
Auch seine Brüder George und Everts waren erfolgreiche Tennisspieler. Nach seiner Karriere war Robert Wrenn als Börsenhändler tätig. 1955 erfolgte die Aufnahme in die International Tennis Hall of Fame.